# NGC 5707-2
NGC 5707-2 is een elliptisch sterrenstelsel in het sterrenbeeld Ossenhoeder. Het hemelobject werd op 22 juni 1885 ontdekt door de Amerikaanse astronoom Lewis A. Swift.

## Synoniemen
- MCG 9-24-24
- NPM1G +51.0259
- PGC 52269